# Радулешти (Телеорман)
Радулешти (рум. Rădulești) насеље је у Румунији у округу Телеорман у општини Кревенику. Oпштина се налази на надморској висини од 105 m.

## Становништво
Према подацима из 2002. године у насељу је живело 625 становника, од којих су сви румунске националности.